# Inmigración polaca en Argentina
La inmigración polaca en Argentina comenzó a finales del siglo XIX. Polonia fue el cuarto mayor contribuyente neto de inmigrantes europeos después de España, Italia y Alemania. Aunque es difícil dar un número exacto de inmigrantes polacos al país, como los que emigraron antes de 1919, se estima que entre 1921 y 1976, 169.335 polacos se instalaron de manera permanente en el país. Hoy en día, se estima que hay alrededor de 500 mil argentinos descendientes de polacos, lo que convierte al país en la segunda comunidad polaca más grande de América Latina, después de Brasil.

## Historia

### Pioneros polacos del Río de la Plata

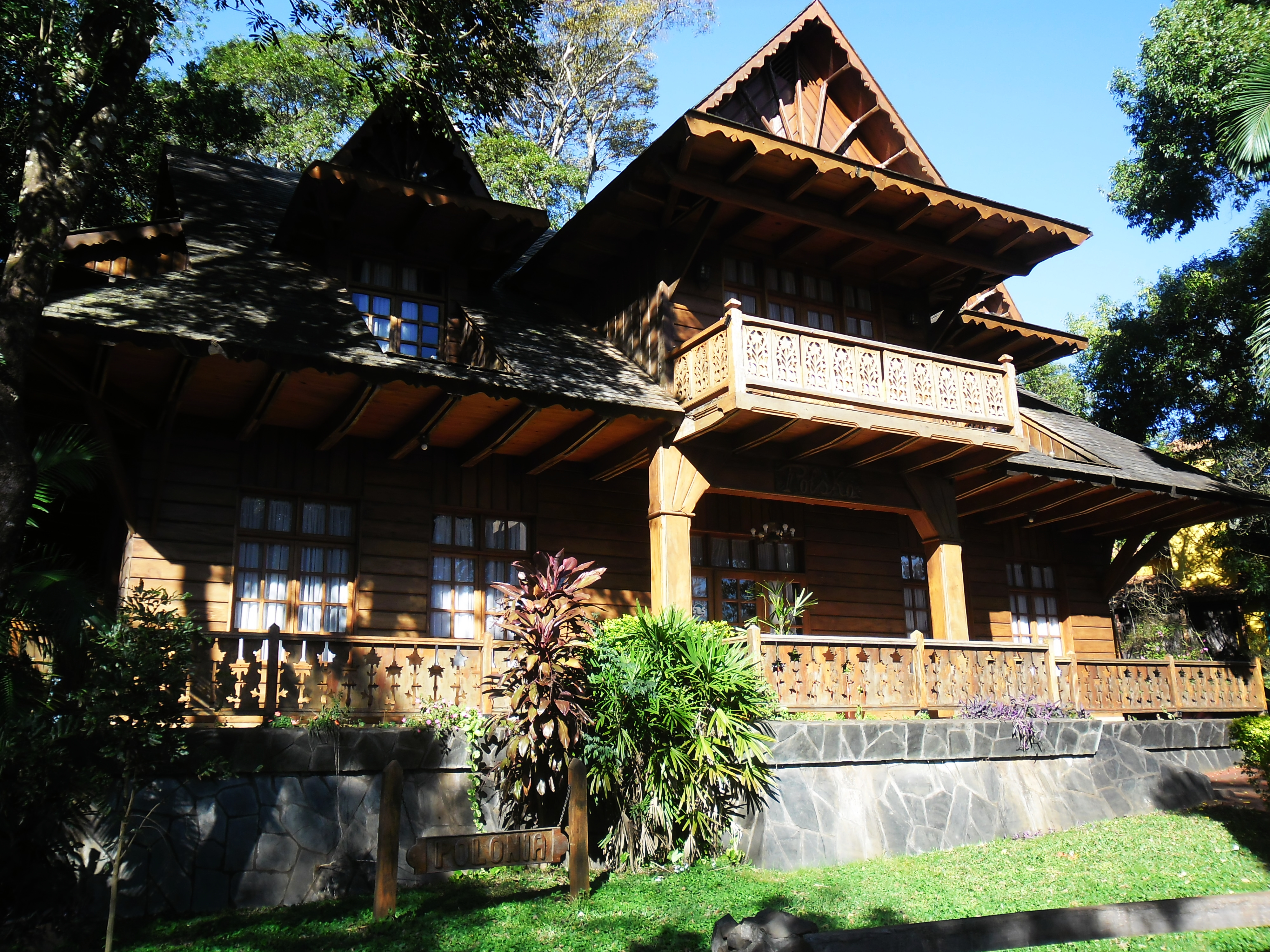
Arquitectura polaca en Oberá, Misiones. Dicha provincia fue una de las mayores receptoras de inmigrantes polacos en el país.

En la década de 1870 Emma Nicolay de Caprile, nacida en Poznan, llegó a Buenos Aires en el marco del plan de Domingo Faustino Sarmiento de traer maestras extranjeras desde Estados Unidos para mejorar la educación pública.
En 1897 un grupo de 14 familias (120 personas) provenientes de Galitzia, territorio del Imperio Austrohúngaro repartido hoy entre Polonia y Ucrania, que se dirigían a Estados Unidos, por falta de documentación deben optar entre regresar a sus pueblos rurales de origen o emprender otro destino. El cónsul argentino en Trieste les ofrece tierras para colonizar en su país y aceptan. Llegados a La Plata, sin previo aviso y no comprendiendo su idioma, el polaco, un funcionario reconoce el idioma y manda a llamar de Buenos Aires a Szelagowski, quien los entiende y da la bienvenida.
Al mencionar las tierras prometidas este se comunica con su amigo recién nombrado Gobernador del Territorio Nacional de Misiones para que los reciba. Finalizados los contactos las familias emprenden viaje remontando el río Uruguay hasta las cercanías de Garruchos. Luego van hasta Apóstoles donde los recibe el gobernador Juan José Lanusse.
La mayoría de ellos se afinca allí, aunque un pequeño grupo de colonos no conformes con la calidad de las tierras reclama, y el gobernador les ofrece que busquen el sitio que más les guste y que echen raíces. Así, a mediados de agosto del año 1900 el grupo encabezado por Andrés Czajkowski y las familias de Victor Kitajgrodzki, Juan Micak, Nicolás Czajkowski, José Czajkowski, Juan Raczkowski, Juan Ostapowicz, Tomás Luty y José Zakowicz, emprenden viaje al sur, y a unos 20 km encuentran un sitio adecuado. En ese entonces solo quedaban restos de un asentamiento jesuita en tierras que se conocían como la “Estancia Olgin”. Estas nueve familias avisan a Posadas y el gobernador Lanusse solicita a Buenos Aires la creación de un nuevo pueblo. 
Así por decreto del Poder Ejecutivo Nacional el 21 de julio de 1901 se funda Azara.
Estos colonos provenían de ciudades y pueblos de Europa Oriental muchos de los cuales desaparecieron durante las guerras mundiales o cambiaron de nombre con los sucesivos movimientos de fronteras. Entre estos pueblos se encontraban: Horodenka, Tlumacz, Jezierzany, Oberty, Buchach, Tarnopol, Peremyshlane, Trembowlia, Kolomyja, Chortkov, Husiatyn, Skalat, Zalishchyky, Borshcziv y Lisko. Dado que en aquel momento Galizia pertenecía al Imperio austrohúngaro en los registros de migración de la República Argentina figuran como austríacos.

### Después de 1938
En 1938 llegan a Buenos Aires en el Highland Chieftain otras familias polacas de la zona de Volinia (hoy Ucrania).
En 1995, mediante la ley 24.601 se declaró el 8 de junio como el Día del colono polaco.

### Polacos en Chaco
De acuerdo al historiador Hugo Beck, muchos de los inmigrantes polacos que llegaron a Chaco, trabajaron en la construcción de las líneas férreas que unían Barranqueras-Metán y Santa Fe-Formosa. Posteriormente, se desempeñaron como agricultores en localidades como Coronel Du Graty, Las Breñas, Charata y Saénz Peña.

## Actualidad

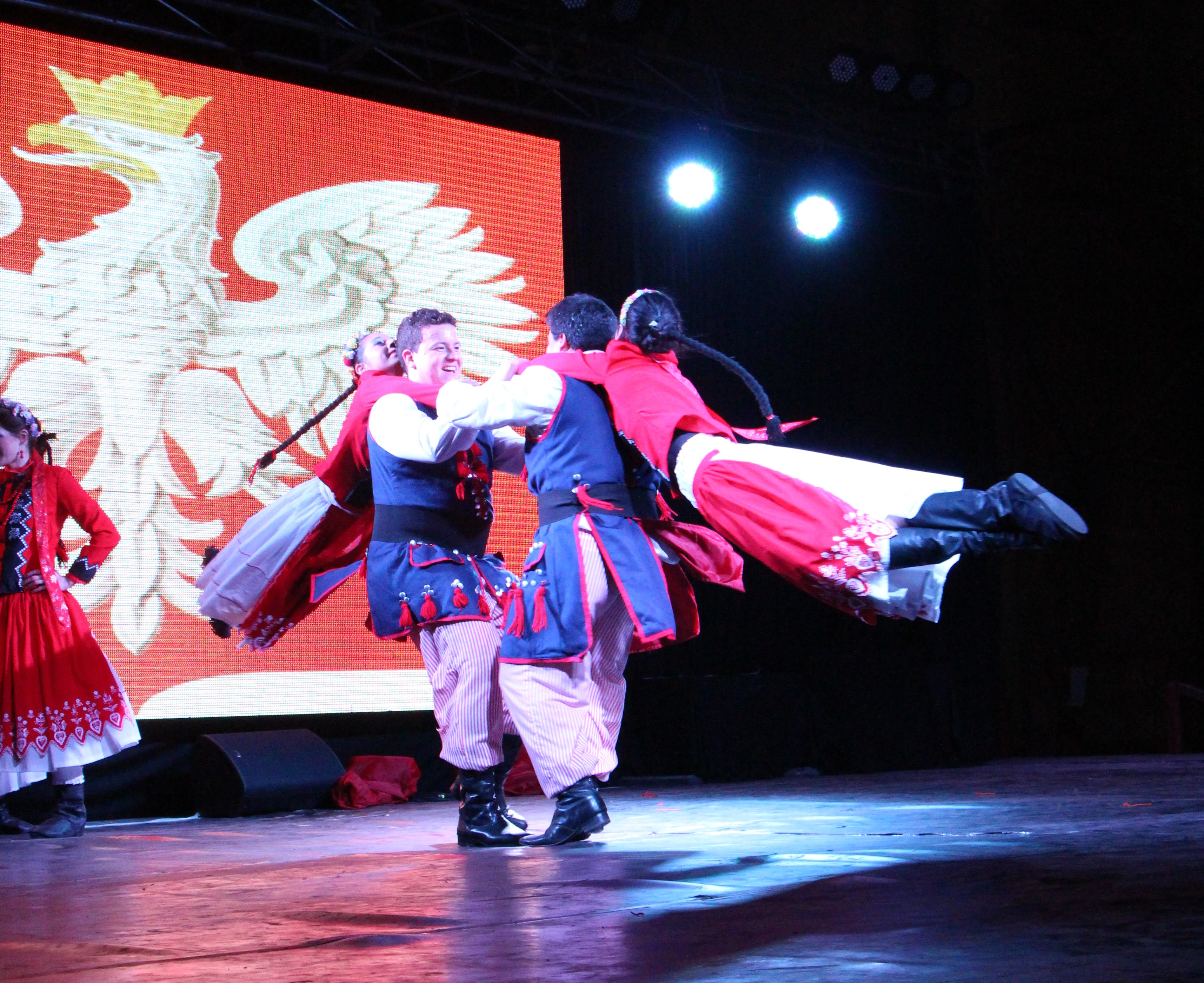
El ballet polaco "Águila Blanca" de Santa Fe ejecuta una danza tradicional durante la XX Fiesta de las Colectividades en Santa Fe.

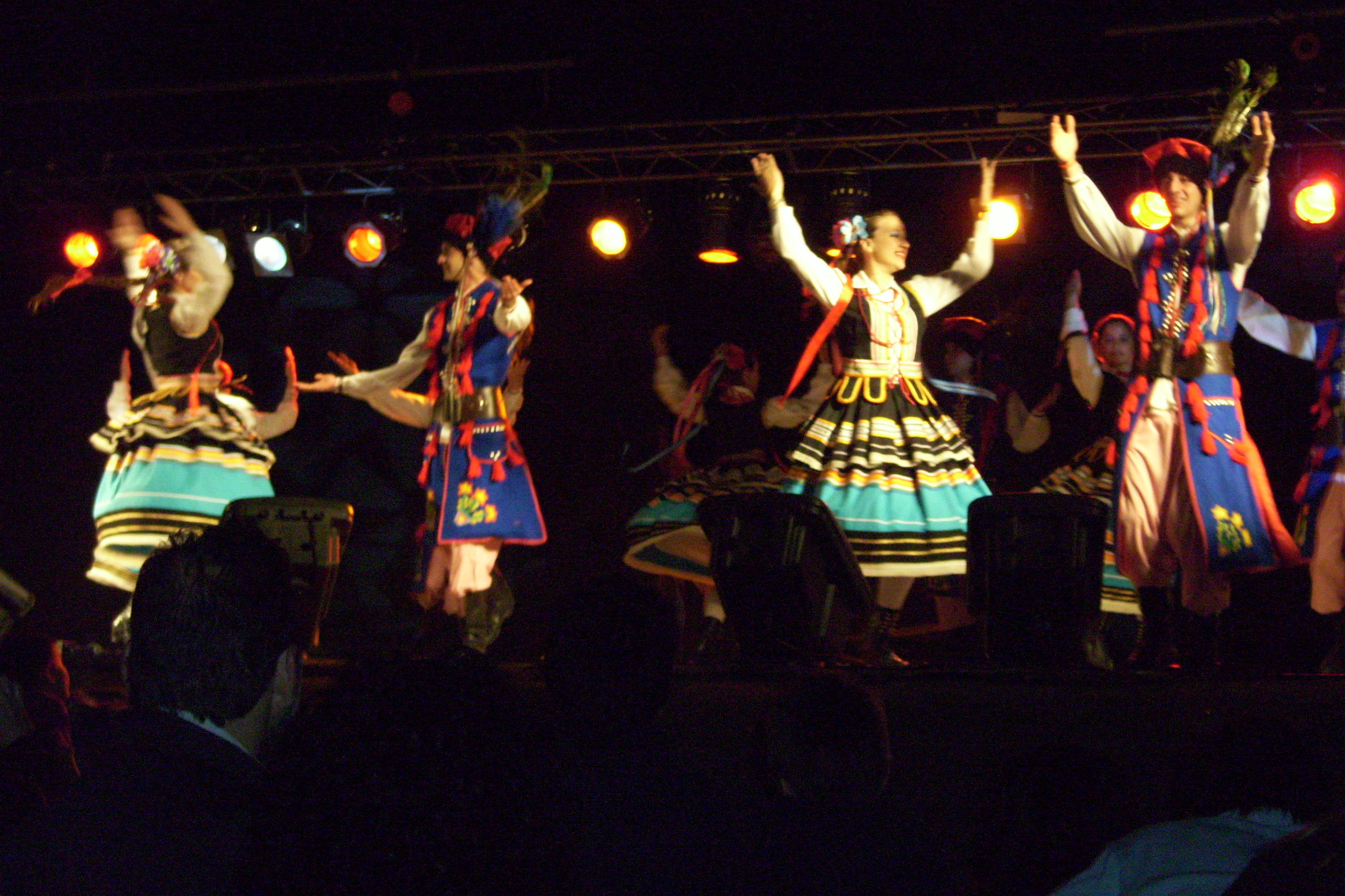
Miembros del ballet de la colectividad polaca de Rosario, Santa Fe ejecutan una danza típica polaca durante la XV Fiesta de las Colectividades en San Pedro, provincia de Buenos Aires.

Hoy se estima que entre 1.000.000 y 1.500.000 de argentinos tienen ascendencia polaca. Más de un cuarto de la población en la Provincia de Misiones tiene raíces polacas (250.000 personas), la concentración más alta de polaco-argentinos en el país. Actualmente en Argentina se puede encontrar gran cantidad de habitantes de ascendencia polaca en las ciudades de Buenos Aires, Córdoba, Rosario, Santa Fe, Berisso, Avellaneda y en distintas localidades de la Provincia del Chaco.